# Ulak Agung Ulu
Ulak Agung Ulu is een bestuurslaag in het regentschap Ogan Komering Ulu Selatan van de provincie Zuid-Sumatra, Indonesië. Ulak Agung Ulu telt 1612 inwoners (volkstelling 2010).